# Ноздрачёво (станция)
Это статья о железнодорожной станции. О населенном пункте см. Ноздрачево
Ноздрачёво — железнодорожная станция однопутной тепловозной линии Курск — Касторная. Станция расположена в 11 км от Курска, в 5 км к одноимённому селу, ближайший населенный пункт Михайлово 2,5 км, относится к Орловско-Курскому региону Московской железной дороги. По состоянию на 2011 год на станции расположено техническое здание и одна остановочная платформа с типовым крытым навесом светло-зеленого цвета. Кассы нет. От станции отходит подъездная железнодорожная линия до посёлка Подлесный и курского аэропорта (для пассажирского сообщения не используется).
Станция открыта в 1894 году в составе линии Курск — Воронеж Киево-Воронежской железной дороги.

## Пассажирское сообщение
По состоянию на лето 2011 года пригородное сообщение осуществляется по маршрутам.
- Курск — Касторная (2 пары в сутки)
- Курск — Колпны (суббота и воскресенье)
- Курск — Ливны (понедельник, пятница, суббота и воскресенье)

По состоянию на 2011 год поезда дальнего следования на станции не останавливаются